# Otto Ketting
Otto Ketting (* 3. September 1935 in Amsterdam; † 13. Dezember 2012 in Den Haag) war ein niederländischer Komponist.
Sein Vater war der niederländische Komponist, Pianist, Dirigent und Musikkritiker Piet Ketting. Otto Ketting studierte zunächst am Koninklijk Conservatorium Den Haag und danach bei Karl Amadeus Hartmann in München. Er war von 1967 bis 1971 Professor am Rotterdams Conservatorium. Er schrieb sechs Symphonien, Opern, Kammermusik, Ballettmusik und Filmmusik, unter anderem für einige Filme des niederländischen Regisseurs Bert Haanstra, darunter Zwölf Millionen aus dem Jahr 1963.
1963 wurde sein Concertino für Symphonieorchester und Jazzqintett mit den Diamond Five von Cees Slinger und dem Concertgebouw Orkest uraufgeführt.